# Pimpinella welwitschii
Pimpinella welwitschii är en flockblommig växtart som beskrevs av Adolf Engler. Pimpinella welwitschii ingår i släktet bockrötter, och familjen flockblommiga växter. Inga underarter finns listade i Catalogue of Life.